# Ариана (ракета)
Вижте пояснителната страница за други значения на Ариана.
Ариана е името на европейски ракети носители за граждански цели. Името идва от френското произношение на принцесата от гръцката митология Ариадна. Думата още се използва във френския език, за да опише колибриподобните птици.
Франция първа предлага проекта и той е официално приет към края на 1973 г. след преговори между Франция, Германия и Великобритания. Това е вторият опит на Западна Европа да конструира своя ракета носител, след неуспешния проект Европа. Кодовото име на Ариана е L3S. Европейската космическа агенция (ЕКА) възлага на френската космическа агенция (CNES) да разработи всички ракети Ариана.
Ракетите Ариана се изстрелват от Гвиански космически център в Куру, Френска Гвиана, където близостта до екватора дава голямо преимущество при изстрелване.

## Версии на ракетата
Версии на Ариана:
- Ариана 1, първо успешно изстрелване на 24 декември 1979 г.
- Ариана 2, първо успешно изстрелване на 20 ноември 1987 г. (първото изстрелване е на 20 май 1986, но се проваля)
- Ариана 3, първо успешно изстрелване на 4 август 1984 г.
- Ариана 4, първо успешно изстрелване на 15 юни 1988 г.
- Ариана 5, първо успешно изстрелване на 30 октомври 1997 г. (първото изстрелване е на 4 юни 1996, но се проваля)

Ариана 1 е тристепенна ракета подобно на военните ракети. От Ариана 2 до 4 се правят подобрения по тялото на ракетата. Основните разлики са по-добрите двигатели, които предоставят възможност за разширение на първата и третата степен, което позволява носенето на по-голям товар. Най-голямата версия на ракетата може да изведе два изкуствени спътника.
В Ариана 5 са направени някои модификации, като например замяната на две степени от една нискотемпературна степен. Това позволява ползването само на един основен двигател (Вулкан). Основната част на ракетата е прекалено тежка и не може да повдигне теглото си, затова се използват два двигателя с твърдо гориво, които се прикачват странично. Тези двигатели не се използват за многократна употреба.
Както много други ракети и тези от семейството на Ариана са претърпявали провали, въпреки това Ариана 4 и 5 са едни от най-надеждните ракети.
Към януари 2006 г. 169 полета на ракети Ариана са извели 290 изкуствени спътника, от които 271 са успешно изведени в орбита с обща маса 575 000 kg. На 4 май 2007 Ариана 5 поставя нов рекорд, като извежда два спътника с общо тегло 9,4 тона.

## Изстрелвания
|                    | Ариана 1         | Ариана 2     | Ариана 3      |
| ------------------ | ---------------- | ------------ | ------------- |
| Степени            | 3                | 3            | 3++           |
| Полети             | 11               | 6            | 11            |
| Неуспешни          | 2                | 1            | 1             |
| Частично неуспешни |                  |              |               |
| Успешни            | 9                | 5            | 10            |
| Надеждност         | 81,82%           | 83,33%       | 90,91%        |
| Първи полет        | 24 декември 1979 | 31 май 1986  | 4 август 1984 |
| Последен полет     | 22 февруари 1986 | 2 април 1989 | 12 юли 1989   |
| Статут             | Неактивна        | Неактивна    | Неактивна     |

|                    | 40 Х10 | 40 Х10-3 | 42П Х10 | 42П Х10+ | 42П Х10-3 | 44П Х10 | 44П Х10-3 | 42Л Х10 | 42Л Х10+ | 42Л Х10-3 | 44ЛП Х10 | 44ЛП Х10+ | 44ЛП Х10-3 | 44Л Х10 | 44Л Х10+ | 44Л Х10-3 |
| ------------------ | ------ | -------- | ------- | -------- | --------- | ------- | --------- | ------- | -------- | --------- | -------- | --------- | ---------- | ------- | -------- | --------- |
| Степени            | 3      | 3        | 3++     | 3++      | 3++       | 3++++   | 3++++     | 3++     | 3++      | 3++       | 3++      | 3++       | 3++        | 3++++   | 3++++    | 3++++     |
| Полети             | 7      | 3        | 2       | 4        | 9         | 2       | 13        | 1       | 1        | 11        | 7        | 6         | 13         | 11      | 5        | 24        |
| Неуспешни          |        |          |         |          | 1         |         |           |         |          |           |          | 1         |            | 1       |          |           |
| Частично неуспешни |        |          |         |          |           |         |           |         |          |           |          |           |            |         |          |           |
| Успешни            | 7      | 3        | 2       | 4        | 8         | 2       | 13        | 1       | 1        | 11        | 7        | 5         | 13         | 10      | 5        | 24        |
| Надеждност         | 100%   | 100%     | 100%    | 100%     | 88,89%    | 100%    | 100%      | 100%    | 100%     | 100%      | 100%     | 83,33%    | 100%       | 90,91%  | 100%     | 100%      |
| Статут             | НА     | НА       | НА      | НА       | НА        | НА      | НА        | НА      | НА       | НА        | НА       | НА        | НА         | НА      | НА       | НА        |